# Coupe du Maroc de football 1967-1968
 (avril 2024).
Si vous disposez d'ouvrages ou d'articles de référence ou si vous connaissez des sites web de qualité traitant du thème abordé ici, merci de compléter l'article en donnant les références utiles à sa vérifiabilité et en les liant à la section « Notes et références ».
Navigation
Édition précédente Édition suivante
La saison 1967-1968 de la Coupe du Trône est la douzième édition de la compétition. 
Le Racing de Casablanca remporte la coupe au détriment du Raja de Casablanca sur le score de 1-0 au cours d'une finale jouée dans le Stade d'honneur à Casablanca. Le Racing de Casablanca gagne ainsi cette compétition pour la toute première fois de son histoire. On peut également dire que la finale est un derby car elle oppose deux clubs d'une même ville.

## Déroulement

### Huitièmes de finale
| Équipe 1               | Équipe 2               | Résultat            |
| Wydad Athletic Club    | FAR de Rabat           | 1 - 1 7 - 8 (t.a.b) |
| Racing de Casablanca   | Moghreb de Tetouan     | 2 - 1               |
| Stade Marocain         | Maghreb de Fès         | 1 - 0               |
| Renaissance de Berkane | Mouloudia Club d'Oujda | 0 - 2               |
| TAS de Casablanca      | Union de Sidi Kacem    | 1 - 1 4 - 2 (t.a.b) |
| Raja Club Athletic     | Raja de Beni Mellal    | 2 - 0               |
| Kénitra Athlétic Club  | Renaissance de Settat  | 2 - 4               |
| Chabab Mohammédia      | Difaâ d'El Jadida      | 2 - 0               |

### Quarts de finale
| Équipe 1               | Équipe 2             | Résultat |
| Raja Club Athletic     | Stade marocain       | 3 - 2    |
| Renaissance de Settat  | FAR de Rabat         | 2 - 0    |
| Mouloudia Club d'Oujda | Racing de Casablanca | 1 - 2    |
| TAS de Casablanca      | Chabab Mohammédia    | 0 - 1    |

### Demi-finales
| Équipe 1              | Équipe 2             | Résultat |
| Renaissance de Settat | Racing de Casablanca | 0 - 1    |
| Chabab Mohammédia     | Raja Club Athletic   | 0 - 1    |

### Finale
La finale oppose les vainqueurs des demi-finales, le Racing de Casablanca face au Raja de Casablanca, le 14 juillet 1968 au Stade d'honneur à Casablanca.
| Coupe du Trône : Finale 1968 | Racing de Casablanca    | 1 - 0 | Raja Club Athletic | Stade d'honneur, Casablanca |                           |
| 14 juillet 1968              | Mohamed Kabli Kala 116e |       |                    | Arbitrage : Driss Bourzgi   | Arbitrage : Driss Bourzgi |
| 14 juillet 1968              |                         |       |                    | Arbitrage : Driss Bourzgi   | Arbitrage : Driss Bourzgi |